# Sasuke Uchiha
Sasuke Uchiha (jap. うちは サスケ) je lik iz manga in anime franšize Naruto, ki jo je ustvaril Masashi Kishimoto. Sasuke je eden od preživelih članov klana Uchiha – zloglasne in močno razširjene nindža družine, zaveznice mesta Konohagakure – ki ga Sasukejev starejši brat Itachi Uchiha pokonča, še preden se serija začne. Na začetku serije je bil edini namen Sasukejevega življenja, da maščuje zaton svojega klana tako, da ubije svojega brata, kar mu daje hladnost in neobzirnost do sočloveka. V nadaljevanju Sasuke postane bolj sočuten do svojih tovarišev, predvsem do Naruta Uzumakija, ki ga ima za tekmeca. Sasuke se pojavlja v številnih filmih serije, kakor tudi v drugih medijih, vključno z več videoigrami in OVA.